# 岡田憲治 (外交官)
岡田 憲治（おかだ けんじ、1954年〈昭和29年〉4月 - ）は、日本の外交官。キャリア官僚。ドイツ公使を経て2013年からホンジュラス特命全権大使。2016年から2022年までベネズエラ特命全権大使。霞関会所属。日本ベネズエラ協会理事。早稲田大学総合研究機構招聘研究員。

## 経歴・人物
高知県出身。早稲田大学政治経済学部在学中に外務公務員採用上級試験(外交官試験)に合格し、1978年（昭和53年）、外務省に入省する。大学時代は一期上で外務事務次官を務めた杉山晋輔外務省顧問の創設した外交研究会に所属。
スイス、イスラエル、タイ、ドイツ等に駐在。2004年（平成16年）、衆議院外務調査室首席調査員。2010年（平成22年）7月、ドイツ次席公使。
2013年（平成25年）、皇居正殿において天皇に認証され、2013年（平成25年）7月30日からホンジュラス駐箚特命全権大使。日本・ホンジュラス外交関係樹立８０周年記念の際、秋篠宮眞子内親王を接遇。また、2015年（平成27年）3月に160億円を限度とする額の円借款限度の供与に関する書簡の交換が政府との間で行われた。
2016年（平成28年）7月29日から2022年（令和4年）2月まで在ベネズエラ特命全権大使。2022年4月、退官。

## 同期
- 宮家邦彦（キヤノングローバル戦略研究所研究主幹、立命館大学客員教授）
- 小井沼紀芳（16年駐オーストリア大使・13年駐ザンビア大使）
- 大嶋英一（12年駐フィジー大使）
- 辻優（13年駐オランダ大使・12年駐クロアチア大使）
- 水上正史（16年駐スペイン大使・15年沖縄担当大使・12年駐アルゼンチン大使・10年外務省中南米局長）
- 菅沼健一（15年駐スリランカ大使・12年駐ブルネイ大使・09年駐ジュネーブ日本政府代表部大使）
- 猪俣弘司（13年駐パキスタン大使・10年駐サンフランシスコ総領事）
- 貝谷俊男（13年駐グルジア（ジョージア）大使）
- 松富重夫（16年駐ポーランド大使・14年駐イスラエル大使・12年外務省国際情報統括官・10年外務省中東アフリカ局長）
- 梅田邦夫（16年駐ベトナム大使・14年駐ブラジル大使）
- 草賀純男（13年ニューヨーク総領事）
- 軽部洋（16年駐コンゴ民主共和国大使）
- 小川和也（18年駐アルジェリア大使）
- 黒田瑞大（~15年外交史料館館長代理、板堂研究所主幹）
- 清井美紀恵